# カープソース
カープソースは、広島県三次市三原町に本社を持つ毛利醸造株式会社が製造しているお好み焼きソース。
毛利醸造株式会社は創業1869年（明治2年）という老舗であり、昭和初期からソース作りを手掛ける県内の草分けメーカーである。酒造業から出発し、酢造業を経て、現在はソースが主力商品。当初は「サクラヤソース」の名前で売っていたが、1956年（昭和31年）に「カープ」の登録商標を取得して以降、「カープソース」として広島市中区にも支店を置き、業務用を主体に販売を続けている。改名したのは当時、市民球団として発足はしたものの成績不振であった「カープ」よりも、「むしろ滝のぼりする鯉にちなんで付けたようです」と、6代目毛利宏成社長が中国新聞の取材で語っている。偶然にも同じ名前であった広島東洋カープが好調になるとともに、カープソースの知名度も上がっていった
看板もさほど目立たない小さな工場で、中国山地の天然水を使った昔ながらの製造方法にこだわり、東京、名古屋、大阪、九州方面にも出荷している。カープソースは、広島市近辺の主要スーパーにはほぼ入荷しており，入手は難しくない。近年は新幹線名店街などでもお土産として人気。
カープソースはテレビ番組「どっちの料理ショー」のお好み焼き対決でも度々使われている。カープソースはライバルであるオタフクソースと比べると辛口。
カープお好みソースとカープ焼きそばソースがあり、一般的にカープソースと言えばカープお好みソースを指す。また、同会社は全国醤油品評会入賞した濃い口醤油「ダイキン醤油」や「千貫酢」も製造している。